# 조정 (법률)
조정(調停, mediation)이란 분쟁을 법원의 판결에 의하지 않고 중립적인 위치에 있는 제3자(조정위원회)의 권고에 의하여 양 당사자가 서로 양보하여 당사자의 합의로서 해결하는 대체적 분쟁 해결이다. 재판외 분쟁해결방법(ADR:Alternative Dispute Resolution) 중의 하나이다. 최근 한국과 미국 법원에서는 조정제도를 자주 이용하고 있다.

## 대한민국 국내법
대한민국의 조정제도는 법원부설형, 행정기관 조정형, 민간단체형의 3가지로 나눌 수 있다. 법원부설형의 전형은 민사조정 내지 가사조정이고, 행정조정은 개별 단행법의 근거 하에 관할 행정기관이 조정위원회를 구성하여 사적 분쟁을 해결하는 경우로 소비자분쟁조정위원회, 환경분쟁조정위원회, 금융분쟁조정위원회 등이 있다. 미국과 달리 대한민국에는 순수한 민간단체형 분쟁해결기관은 찾아보기 어렵다.

### 민사조정
민사조정은 신청에서 최종적인 분쟁해결까지 1개월 정도 걸린다. 재판에 비해서 매우 신속하며, 일선 민사법원에서 많이 시행되고 있다.
조정기일에 조정이 성립되어 분쟁이 종료되지 않으면, 조정담당판사가 내리는 조정 갈음 결정을 한다.
민사조정이 국가 전체의 민사분쟁을 해결하는 데 크게 기여하는 것은 인정하나, 이를 너무 강조하여 그 영역을 지나치게 확대하면 국민의 준법정신이나 법치주의의 이념을 퇴색시키고 또한 국민의 재판을 받을 권리를 침해할 염려가 있다.

## 국제법

### WTO 패널
WTO에서 무역분쟁 발생시 그 해결을 위해 설치되는 패널은 일종의 조정 제도와 비슷하다.

## 같이 보기
- 중재
- 대체적 분쟁 해결(ADR)